# Margriet Wesselink
Margriet Wesselink (Nijmegen, 16 april 1980) is een Nederlands journalist. Wesselink studeerde communicatiewetenschap aan de Hogeschool Windesheim in Zwolle. Ze begon haar carrière bij Omroep Zwolle, waar ze de journalistieke eindredactie van de kabelkrant en radio-uitzendingen verzorgde. Na een periode als bureauredacteur en nieuwslezer bij RTV Oost ging Wesselink aan de slag bij het NOS Journaal. Daar presenteerde ze onder meer het NOS Radionieuws op 3FM. Sinds januari 2007 was ze ook te zien als presentatrice van NOS Journaal op 3. Vanaf 2 november 2009 was ze te horen als nieuwslezer in het ochtendprogramma van Ruud de Wild op Q-music. Tegenwoordig werkt ze als eindredactrice bij De Telegraaf.